# Mark J. Dresden
Mark Jan Dresden, född den 26 april 1911 i Amsterdam, Nederländerna, död 16 augusti 1986 i Media, Pennsylvania, var en språkvetare, främst iranolog, från Nederländerna och Förenta staterna.
Han studerade klassiska språk och indologi vid Universiteit van Amsterdam och blev filosofie magister 1937. Han blev filosofie doktor vid Utrechts universitet med avhandlingen Mānavagṛhyasūtra. A Vedic Manual of Domestic Rites (utgiven 1941). Med avbrott för andra världskriget undervisade han i forngrekiska och latin 1937–1949, och inriktades sig under den tiden alltmer på iranologi.
Från 1949 till 1977 undervisade han i persiska, fornpersiska språk, medelpersiska och i sydasiatiska studier vid University of Pennsylvania. Han blev professor 1961, och Fulbright Scholar och Guggenheim Fellow. Han var en tid president för American Oriental Society.